# Ai Xia
Xia Ai (艾霞S) (Tientsin, 29 novembre 1912 – Shanghai, 15 febbraio 1934) è stata un'attrice e sceneggiatrice cinese.

## Biografia
Ai Xia, nata con il nome di Yan Yinan, nacque a Tientsin in una grande famiglia della classe media. Frequentò l'università e, dopo essersi laureata, si innamorò di suo cugino e ebbe un figlio. La sua famiglia disapprovava la relazione, con conseguente partenza del suo amante. Nel 1928 venne organizzato il matrimonio combinato ma, come protesta personale, lasciò la casa di Shanghai per intraprendere la carriera nel cinema. 
Ai Xia ha iniziato la sua carriera come attrice teatrale con la South China Theatre Society (Nanguo jushe), fondata da Tian Han, prima di unirsi alla Left Dramatists League (Zuoyi juzuojia lianmeng) e nel 1932 cominciò la carriera con Mingxing Film Company. Scrisse il libro Xiandai yi Nüxing (Una donna d'oggi) nel 1933. che venne adattato come film nello stesso anno. Nonostante l'intrigo attorno alla storia, il film non è stato ben accolto dalla critica per la sua attenzione alla rivoluzione. Ai Xia è stata una delle sole due sceneggiatrici femminili durante il movimento "Ala Sinistra" del cinema cinese. Ha recitato in un totale di otto film nella sua vita.
Ai si suicidò nel 1934 con un'overdose di oppio crudo. Essendo la prima attrice della Repubblica Cinese a farlo, la sua morte è considerata iconica nel cinema cinese. 
Il film New Women è basato sulla sua vita. Ha come protagonista l'attrice Ruan Lingyu che si suicidò anch'essa poco dopo la sua uscita nel 1935. Si ipotizza che il regista Cai Chusheng possa essere stato coinvolto romanticamente con Ai e, di conseguenza, ha realizzato il film per motivi personali.

## Filmografia
- Adventures in a Battlefield (1922)
- Jiu hen xin chou (1922)
- Chuncan (1933)
- Good Harvest (1933)

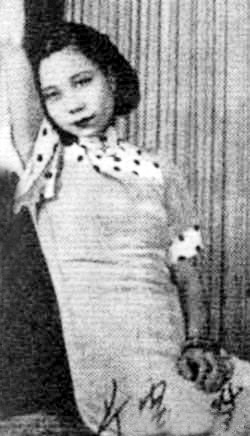
Ai Xia

- Sons and Daughters of the Times (1933)
- A Woman of Today (1933)
- Two Verses One (1933)
- Cosmetics of Market (1933)